# Lệ Thiên hoàng hậu
Lệ Thiên hoàng hậu (chữ Hán: 儷天皇后), không rõ năm sinh năm mất, là một hoàng hậu nhà Lý trong lịch sử Việt Nam. Bà là hoàng hậu của Lý Thần Tông.

## Tiểu sử
Thông tin về bà cực kì vắn tắt. Bà là con gái Điện tiền chỉ huy sứ Lý Sơn. Khoảng năm bao nhiêu không rõ, Lý Thần Tông sai Ngoại lang Lý Khánh Thần, Viên ngoại lang Trần Ngọc Độ cùng vợ đi đón bà và Minh Bảo phu nhân, con gái Lê Xương, họ hàng của Thái úy Lê Bá Ngọc.
Năm Thiên Thuận thứ 1 (1128), ngày Ất Sửu, bà được phong làm Lệ Thiên hoàng hậu. Sử không chép bà có người con nào với Thần Tông, và về sau Lý Anh Tông lên ngôi chỉ tôn mẹ đẻ Cảm Thánh phu nhân Lê thị làm Thái hậu, rất có thể lúc này Lệ Thiên hoàng hậu đã qua đời.